# Damaromyia confusa
Damaromyia confusa är en tvåvingeart som beskrevs av Hardy 1931. Damaromyia confusa ingår i släktet Damaromyia och familjen vapenflugor. Inga underarter finns listade i Catalogue of Life.